# مايكل وايت
مايكل وايت (بالإنجليزية: Mike White) (و. 1977  م) هو لاعب كرة السلة، ومدرب كرة سلة، من الولايات المتحدة، ولد في ديوندن، فلوريدا، يلعب كلاعب هجوم خلفي.

## التعليم
تعلم في Jesuit High School (New Orleans) ‏، وجامعة مسيسيبي.

## روابط خارجية
- مايكل وايت على موقع كلية كرة السلة في سبورتس رفرنس.كوم (الإنجليزية)
- مايكل وايت على موقع كلية كرة السلة في سبورتس رفرنس.كوم (الإنجليزية)